# Eva Estrada Kalaw

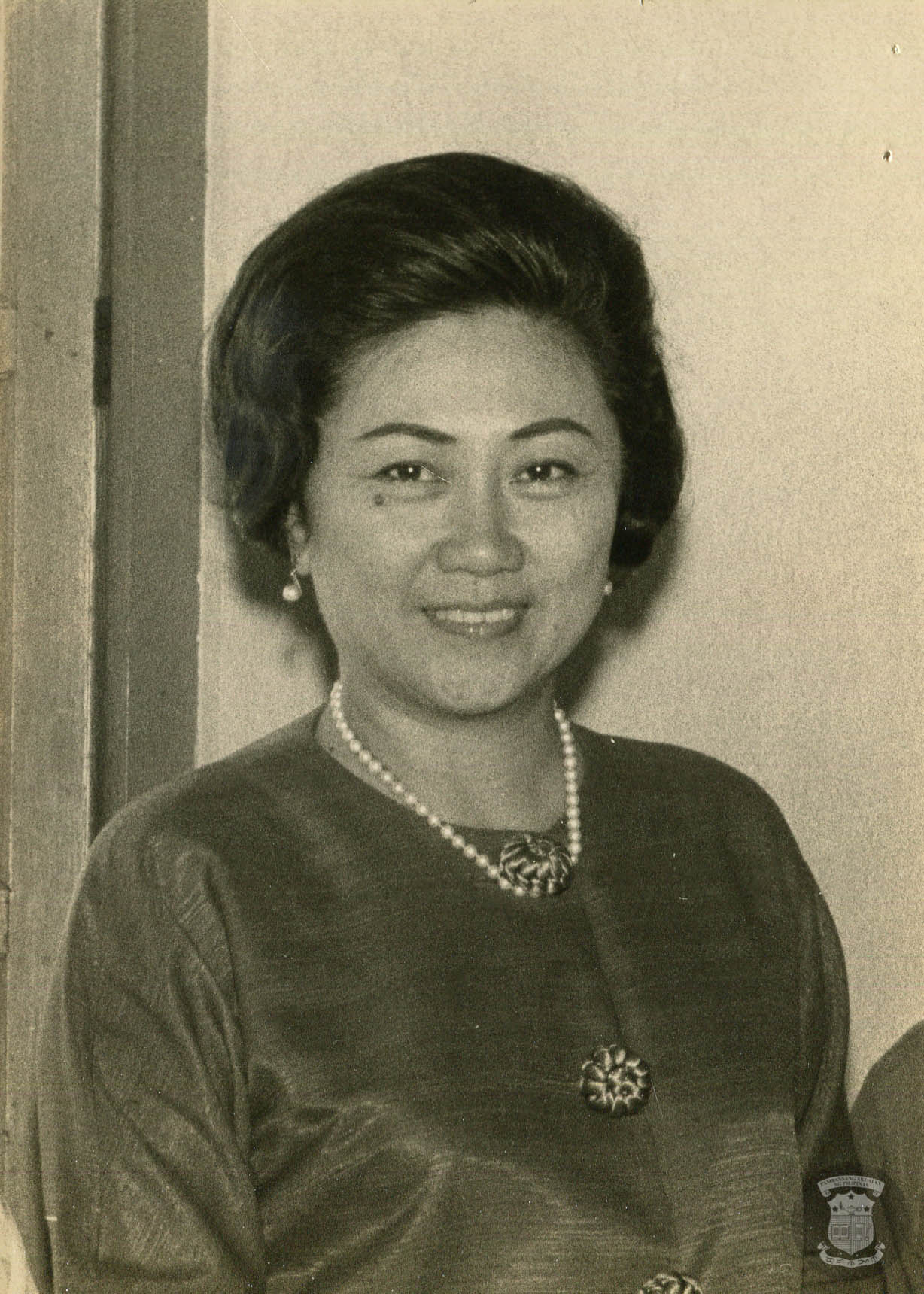
Eva Estrada Kalaw

Evangelina „Eva“ Estrada Kalaw (Geburtsname: Evangelina Reynada Estrada; * 16. Juni 1920 in Murcia, Provinz Tarlac; † 25. Mai 2017 in Manila) war eine philippinische Politikerin, die unter anderem von 1965 bis 1972 Mitglied des Senats war.

## Leben
Evangelina „Eva“ Reynada Estrada, Tochter von Dr. Salvador Estrada und Demetria Reynada, begann nach dem Schulbesuch ein Studium der Pädagogik an der Universität der Philippinen und schloss dieses mit einem Bachelor of Science (B.Sc. Education) ab. Sie heiratete den Unternehmer Teodor V. Kalaw und hatte mit diesem vier Kinder, darunter Teodoro Kalaw III, der im Schießen mit der Freien Pistole über 50 m an den Olympischen Sommerspielen 1972 teilnahm. Nach einem darauf folgenden postgradualen Studium im Fach Soziale Arbeit war sie als Lehrerin und Dozentin an der Far Eastern University, dem National Teachers College sowie der Centro Escolar University tätig. Daneben engagierte sie sich ehrenamtlich gesellschafts- sowie sozialpolitisch und wurde hierfür mit dem Titel als herausragende freiwillige Sozialarbeiterin des Jahres (Outstanding Volunteer Social Worker of the Year) ausgezeichnet. Sie war zudem Gründerin und erste Präsidentin der Jayceerettes, der Frauenorganisation der Junior Chamber International, sowie erste Landesvorsitzende der Frauenorganisation Samahang Filipina. Darüber hinaus fungierte sie als Direktorin der Frauenwahlliga League of Women Voters sowie der Kammer für heimische Industrie. Ferner engagierte sie sich für ein symbolisches Gehalt von einem Peso für den Rat der Stadt Manila zur Vorbeugung von Jugendkriminalität sowie des Weiteren als Mitglied der Vorstände des Sonderstudienzentrum für behinderte Kinder (Special Child Study Center for Retarded Children), den Verein zur Erforschung von Allergien (Association for the Study of Allergens), als Vorsitzende des Jugendwohlfahrtsrates (Youth Welfare Council), die Präsidentschaftskampagne für Frieden und Verbesserung (Presidential Peace and Amelioration Campaign) sowie in der Pfadfinderbewegung, dem Philippinischen Rotes Kreuz, der Bürgerversammlung der Frauenclubs auf den Philippinen (Civic Assembly of Women’s Clubs in the Philippine), der Freundinnen von José Rizal (Kababaihang Rizalista) und zahlreichen weiteren Organisationen.
Bei der Wahl zum Senat am 9. November 1965 wurde Eva Estrada Kalaw für die Nacionalista Party als eine von dreißig Kandidaten auf dem fünften von acht zu vergebenden Plätzen mit 3.190.700 Stimmen (41,9 Prozent) zur Senatorin gewählt. Bei der Senatswahl am 8. November 1971 wurde sie mit dem fünftbesten Ergebnis mit 4.464.367 Stimmen (47,4 Prozent) unter 16 Kandidaten für acht zu vergebende Plätze als Senatorin wiedergewählt und gehörte dem Senat bis zur Verhängung des Kriegsrechts am 21. September 1972 durch Präsident Ferdinand Marcos an. Während ihrer Senatszugehörigkeit war sie Vorsitzende des Ausschusses für Spiele, Unterhaltung und Tourismus (Committee on Games, Amusements and Tourism) sowie des Ausschusses für nationale Minderheiten (Committee on national Minorities). Am 2. August 1971 gehörte sie neben Jovito Salonga, Sergio Osmeña, Jr., Gerardo Roxas, Salipada K. Pendatun, Genaro Magsaysay, Ramon Mitra, Eddie Ilarde, Roberto Oca Jr. und John Henry Osmeña zu den Verletzten beim Bombenanschlag auf eine Parteiversammlung zur Proklamierung von Ramon Bagatsing zum Bürgermeisterkandidaten für Manila auf dem Plaza Miranda in Quiapo, einem Stadtbezirk von Manila. Bei dem Anschlag kamen neun Menschen ums Leben, während 95 Personen zum Teil schwerverletzt wurden.  In der Zeit des Kriegsrechts wurde sie in Gerichtsverfahren ebenso wie andere bekannte politische Persönlichkeiten wie Benigno „Ninoy“ Aquino, Eugenio Lopez, Jr., Sergio Osmeña III, José María Sison, Jovito Salonga, Aquilino Pimentel, Renato Tañada und Eduardo Olaguer von dem bekannten Rechtsanwalt und Politiker Joker Arroyo vertreten.
Zum Ende der Herrschaft von Präsident Marcos wurde Eva Estrada Kalaw am 23. Juli 1984 als Vertreterin der Hauptstadtregion (National Capital Region) Metro Manila Mitglied der Nationalversammlung (Regular Batasang Pambansa), der sie bis zur Auflösung durch Präsidentin Corazon Aquino am 25. März 1986 angehörte. Bei den Präsidentschaftswahlen am 7. Februar 1986 bewarb sie sich für die Liberal Party für das Amt der Vizepräsidentin und erreichte nach dem offiziellen Ergebnis der Wahlkommission (Commission on Elections ) mit 662.185 Stimmen (3,31 Prozent) lediglich den dritten Platz unter vier Bewerbern. Bei der ersten Senatswahl am 11. Mai 1987 nach der EDSA-Revolution, die zum Sturz von Präsident Marcos führte, bewarb sie sich für die zur Großen Allianz für Demokratie (Grand Alliance for Democracy) gehörenden United Nationalist Democratic Organization (UNIDO) als eine von insgesamt 54 Kandidaten für einen der 24 Sitze im Senat. Sie erreichte mit 6.922.810 Wählerstimmen (30,4 Prozent) allerdings nur den 27. Platz und verpasste somit den Wiedereinzug in den Senat.
Zuletzt fungierte sie zwischen 1997 und 2001 als Repräsentantin des Amtes für Wirtschaft und Kultur von Manila (Manila Economic and Cultural Office).